# Waża Pszawela (stacja metra)
Waża Pszawela (gruz. ვაჟა-ფშაველა) – stacja tbiliskiego metra należąca do linii Saburtalo. Została otwarta 2 kwietnia 2000.